# Argia fissa
Argia fissa es una especie de odonato perteneciente a la familia Coenagrionidae. Esta especie presenta una distribución neotropical más norteña en México, desde el norte de Nuevo León, pasando por Veracruz, Costa Rica, Panamá, y Colombia hasta el límite más sureño en Perú. En general es un animal muy común en aguas con cierta corrientecuello

## Descripción e identificación
A. fissa es la única especie cuyos machos poseen ambas alas con tono ambarino.  Además, son de coloración azul pálido en el abdomen con pocas líneas post-basales. El cerco, en vista dorsal, tienen una línea medial cóncava. La misma estructura, pero en vista mediodorsal, presenta una línea medial. El cerco presenta un diente decumbente localizado cerca del apéndice. Las líneas humerales varían en posición pero nunca serán ahorquilladas. Los márgenes mediales del cerco en vista dorsales contiguo o muy cercano del epiprocto. Las hembras presentan lóbulos mesostigmales no tan elevados comparados con A. westfalli. Los márgenes anteriores de mesepisternon están directamente debajo del lóbulo mesepisternal con un tubérculo transversal que varía de longitud, esta estructura en ocasiones es visible en una vista lateral. Las líneas humerales, al igual que en los machos, nunca son ahorquilladas.

## Ecología y conducta
Argia fissa es un animal cuyos aspectos ecológicos se conocen muy poco. Es muy probable que los machos sean territoriales como otros odonatos. Quizás defienden sitios de oviposición que intercambian a las hembras a cambio de la cópula.